# Natsuko Sano
Natsuko Sano –en japonés, 佐野 奈津子, Sano Natsuko– (24 de enero de 1975) es una deportista japonesa que compitió en judo. Ganó una medalla de plata en el Campeonato Asiático de Judo de 1997 en la categoría de –66 kg.

## Palmarés internacional
| Campeonato Asiático | Campeonato Asiático | Campeonato Asiático | Campeonato Asiático |
| Año                 | Lugar               | Medalla             | Categoría           |
| ------------------- | ------------------- | ------------------- | ------------------- |
| 1997                | Manila (Filipinas)  | Medalla de plata    | –66 kg              |